# Alexandre Zakhartchenko
Aleksandr Zakhartchenko
Pour les articles homonymes, voir en:Vitaliy Zakharchenko.
Alexandre Vladimirovitch Zakhartchenko (en russe : Александр Владимирович Захарченко Aleksandr Vladimirovitch Zakhartchenko ; en ukrainien : Олександр Володимирович Захарченко, Oleksandr Volodymyrovytch Zakhartchenko), né le 26 juin 1976 à Donetsk (RSS d'Ukraine) et mort dans la même ville le 31 août 2018, est un militaire, homme d'affaires et dirigeant séparatiste ukrainien prorusse dans la guerre russo-ukrainienne.
En 2014, après la déclaration d'indépendance des territoires rebelles de l'est de l'Ukraine, il devient Premier ministre et président de la république populaire de Donetsk (RPD). Il était un des principaux dirigeants des séparatistes prorusses dans le cadre de la guerre du Donbass.

## Biographie

### Enfance
Alexandre Zakhartchenko naît le 26 juin 1976 à Donetsk (république socialiste soviétique d'Ukraine).

### Études
Il poursuit ses études à l'institut technique d'industrie automatisée de Donetsk, puis travaille comme électromécanicien des mines. Ensuite, il poursuit des études de droit à l'institut juridique de Donetsk (uk) et devient entrepreneur dans le secteur agroalimentaire. Dans son dossier au ministère ukrainien de l'Intérieur, il est indiqué qu'il a participé à des activités de contrebandes avec la Russie dans sa jeunesse.

### Carrière paramilitaire
Zakhartchenko prend part à la guerre du Donbass aux côtés des forces prorusses. Il est commandant du bataillon « Oplot », qui prend d’assaut en mars 2014 les bâtiments administratifs de Donetsk.
Il est nommé, en mai 2014, commandant des forces paramilitaires de Donetsk. Le 24 juillet 2014, il est promu au rang de major par Igor Guirkine et participe à la bataille de Chyrokyne.
Le 17 février 2015, il est blessé à la jambe dans la bataille de Debaltseve, qui conduit à la défaite des Forces armées de l'Ukraine, obligées de quitter la ville le 18 février au matin.

### À la tête de la république populaire de Donetsk

#### Nomination et élection
Il devient Premier ministre de l'autoproclamée république populaire de Donetsk (RPD) le 7 août 2014. Il échappe, le 30 août 2014, à un attentat qui blesse le chauffeur de son véhicule. À partir de septembre 2014, il figure sur la liste des personnalités touchées par les sanctions européennes à l'encontre de la Russie.
Le 2 novembre 2014, dans le cadre des élections générales, il est élu chef de l'exécutif de Donetsk avec 78,9 % des voix. Deux jours plus tard, le 4 novembre, il prend ses fonctions de président de la République, qu’il cumule avec celle de Premier ministre,,.
Il annonce, le 18 juillet 2017, son intention de créer dans la région l’État de Malorossia, en référence à la « Petite Russie ».

#### Guerre du Donbass
Début 2015, alors que les Forces armées ukrainiennes reculent dans le Donbass, Zakhartchenko prend part aux négociations aboutissant à l'accord de Minsk II avec l'Ukraine. Il déclare que cet accord « laisse espérer une solution pacifique et le développement pacifique des républiques (autoproclamées) de Donetsk et Lougansk ». Mais il refuse très rapidement le cessez-le-feu car l'armée Ukrainienne n'arrêtait pas de bombarder la ville de Donetsk et les combats se poursuivent dans la région,.
Pendant la guerre du Donbass, de nombreux cas de disparitions forcées dans la RPD sont relevés. Zakhartchenko déclare un temps que ses forces arrêtent jusqu'à cinq « subversifs ukrainiens » chaque jour. Selon les estimations, le 11 décembre 2014, environ 632 personnes sont détenues illégalement par les forces séparatistes prorusses. À partir de juin 2017, le journaliste indépendant Stanislav Aseyev est retenu dans Donetsk en raison de soupçons d’espionnage ; Amnesty International demande à Zakhartchenko de libérer Aseyev.
En novembre 2017, dans le cadre de règlements de compte internes entre séparatistes prorusses, Zakhartchenko participe à renverser son homologue de la république populaire de Louhansk (RPL).

#### Politique économique
Dans le même temps, Zakhartchenko exerce une forte influence sur l'économie locale. Son armée exproprie de nombreuses entreprises et contrôle la contrebande de charbon et de métaux à destination de l'ouest de l'Ukraine. Il reçoit de nombreux paiements directs d'entreprises locales.

#### Relations avec la Russie
À l’été 2018, la fédération de Russie — qui soutient depuis le début son régime — demande à Zakhartchenko de démanteler ses groupes armés et de renoncer à la tenue d'élections prévues en fin d'année, ce que celui-ci refuse de faire. Les médias indiquent alors que la Russie, en particulier le Service fédéral de sécurité de la fédération de Russie (FSB), n’apprécie pas ces velléités d’émancipation et sa mise à l’écart des activités du régime de Zakhartchenko,.

### Mort
Le 31 août 2018, Zakhartchenko et son garde du corps meurent des suites d’un attentat à la bombe survenu dans un café au centre de Donetsk. Le jour même, l'agence de presse officielle de la RPD annonce l’arrestation d’individus suspectés d’avoir réalisé cet attentat et accuse le Service de sécurité d'Ukraine d'être impliqué dans l'opération. Ce dernier dément et invoque un conflit entre les séparatistes et leurs alliés russes.
Après la démission d'Igor Plotnitski de la tête de la RPL et l'élimination de plusieurs responsables politiques et militaires, la mort de Zakhartchenko marque la fin des dirigeants historiques des territoires séparatistes du Donbass. Le secrétaire de presse de Vladimir Poutine, Dmitri Peskov, évoque « une provocation » et un possible embrasement de la guerre russo-ukrainienne,.
Trois jours de deuil sont décrétés dans le Donbass séparatiste. Le vice-Premier ministre Dmitri Trapeznikov assure l’intérim. Denis Pouchiline le remplace une semaine plus tard, toujours par intérim. Le 11 novembre 2018, celui-ci est élu président de la RPD.

### Controverses
En juillet 2015, Zakhartchenko a déclaré qu'il avait ressenti du respect pour le parti ukrainien d'extrême droite Secteur droit dans deux situations : « Pour la première fois de ma vie, j'ai ressenti du respect pour eux. Je les ai respectés à deux moments : lorsqu'ils ont tabassé les homosexuels à Kiev et lorsqu'ils ont tenté de destituer Porochenko. J'ai réalisé que le Secteur droit étaient des hommes ordinaires comme nous ».